# Frans Withoos
Frans Withoos (Amersfoort, 1657 o 1665 – Hoorn, 1705) è stato un pittore e illustratore olandese del secolo d'oro.

## Biografia
Frans era il figlio più giovane degli otto figli di Matthias Withoos e di Wendelina van Hoorn (1618-1680 c.). Quando nel 1672 i Francesi minacciavano di impadronirsi della città di Amersfoort, Matthias Withoos si trasferì con la sua famiglia ad Hoorn, luogo di nascita della moglie Wendelina.
Frans, assieme ai fratelli Johannes, Alida, Maria e Pieter, fu allievo del padre Matthias, il cui stile seguì nella pittura di fiori, piante, insetti ed uccelli. Rappresentò questi soggetti in modo particolarmente realistico.
Fu ingaggiato da un comandante olandese per intraprendere un viaggio a Batavia, nell'isola di Giava, e dipingere le piante e gli insetti caratteristici di quel clima e paese al servizio del Governatore generale Johannes Camphuys (1634-1695). Al suo ritorno nei Paesi Bassi però le sue opere furono considerate molto inferiori rispetto a quelle da lui dipinte precedentemente.

## Opere
- Fiori sul limitare dei boschi con un riccio, una lucertola e farfalle, olio su tela, 76 x 66 cm, firmato[5]
- Piante e rampicanti fioriti con una lucertola che sta entrando in un nido d'uccello e un porcospino sotto, olio su tela, 76,2 x 66,1 cm, firmato[6]
- Due studi di pastinaca, acquerello e guazzo con gesso, penna ed inchiostro, 22,5 x 40,3 cm, firmata ed incisa[7]